# Kortrijkse Kunstgilde
De Kortrijkse Kunstgilde was een artistieke kring van kunstenaars, architecten en schrijvers uit de Belgische stad Kortrijk. De beweging werd opgericht in 1899 onder de naam Onze kunst om beters wille door kunstenaars zoals Jozef De Coene (1875-1950), Jozef Viérin (1872-1949), Pieter-Jozef Laigneil(1870-1950), Richard Acke (1873-1934) en Jozef Lelan (1868-1953). Onder sterke invloed van de Engelse arts-and-craftsbeweging en de Duitse en Weense art nouveau streefde men naar gesamtkunst; een samenspel van kunsten waarin beeldende en toegepaste kunsten verenigd worden.

## Achtergrond
Door het succes van de vlasverwerking en de daaraan verbonden textielbewerking stond de stad Kortrijk in de 19de eeuw hoog aangeschreven op cultureel en industrieel gebied. In een stad waar de economie bloeit, is immers ook plaats voor kunst. Rond de eeuwwisseling waren in Kortrijk verschillende vooraanstaande kunstenaars, actief waaronder tal van schilders. Louis Robbe (1806-1887) volgde de voetsporen van zijn leraar Eugène Verboeckhoven (1798-1881) en beïnvloedde een generatie Kortrijkse dierenschilders waaronder Edward Woutermaertens (1819-1897), Joost-Vincent De Vos (1829-1875), Valere Verheust (1841-1881), Louis-Pierre Verwee (1804-1877), Edmond De Pratere (1826-1888) en de broers Velghe.
Deze vriendenkring van kunstenaars trok er dikwijls gezamenlijk op uit, op zoek naar natuurgezichten om te schilderen en kwam vaak bijeen ten huize van de ene of de andere. Auteur Stijn Streuvels schreef naar aanleiding van het overlijden van Emmanuel Viérin: 'Buiten alle officiële instellingen, zonder vlag of kenspreuk, zonder voorzitter of secretaris hebben de vrienden een generatie lang het artistieke keurkorps uitgemaakt dat aan de stad Kortrijk een aangezicht en een kunstreputatie heeft gegeven. [...] Het kan een zonderling toeval genoemd worden dat er op eenzelfde tijdstip, in eenzelfde stad zulk een schaar begaafde kunstliefhebbers malkaar ontmoeten, als vrienden verbonden blijven, eensgezind, met kennis van zaken, met uitgesproken smaak en talent, er naar streven, het als hun plicht beschouwen te waken over de schoonheid van hun stad, hun best doen om het "oude" in eere te bewaren en het "nieuwe" zelf te scheppen.'
Samen met andere leden van het Sint-Lucasgilde, die reeds sinds 1886 regelmatig tentoonstellingen en voordrachten organiseerde, werd in 1899 een nieuwe kring gesticht, Onze kunst om beters wille. Dit Kortrijkse kunstgilde had tot doel de oude en nieuwe kunstschatten van de stad te verenigen en te doen waarderen. De Kortrijkse Kunstgilde omvatte kunstenaars als Victor Verougstraete (1868-1935), Jozef De Coene (1875-1950), Adolf De Coene (1879-1933), Arthur Deleu (1884-1966), Karel Noppe (1867-1953), Pieter-Jozef Laigneil (1870-1950), Victor Acke (1964-1953), Richard Acke (1873-1934), Omer Provost (1872-1959), Albert Caullet (1875-1950) en Edouard Messeyne (1858-1931).

## Doelstellingen en verwezenlijkingen van de Kortrijkse Kunstgilde
De Kortrijkse Kunstgilde stelde alles in het werk om het Kortrijkse kunstpatrimonium te beschermen. Zo streed Emmanuel Viérin samen met zijn vrienden en onder leiding van Jozef De Coene in 1899 voor het behoud van het belfort, toen burgemeester Auguste Reynaert de stad wilde saneren door onder meer de oude lakenhallen af te breken. Er ontstond een hevige strijd tussen voor- en tegenstanders van de afbraak. Er werd een grote bijeenkomst gehouden in de stad. Een door Joseph Viérin gemaakt ontwerp voor de restauratie van de Hallentoren werd in de etalage van de winkel van De Coene in de Leiestraat tentoongesteld. Het laatste offensief van de vrienden was de inzameling van handtekeningen op petitielijsten: 'Tekent burgers, tekent vrank, 't is voor 't Halleken hier ter stede, voegt bij d'onze uwe bede, weest gegroet en zijt bedankt!'. Deze actie was succesvol: het belfort werd gered van de sloop en gerestaureerd.
'Onze Kunst' wilde het werk van de vooruitstrevende Kortrijkse kunstenaars bekendmaken en organiseerde daartoe een aantal tentoonstellingen en voordrachten. De leden van de kunstkring probeerden ook, naar het voorbeeld van hun succesvolle Latemse vrienden, naam te maken als 'Kortrijkse School'. In 1899 kwam er een eerste tentoonstelling in het stadhuis. Priester Hugo Verriest hield er de openingsrede. De tentoonstelling visualiseerde wat de Kortrijkse artiesten op het vlak van de interieurversiering aan kunst en toegepaste kunst te bieden hadden. Er waren zowel keramiekcreaties en meubelen als beeldhouwwerk en schilderijen te zien. De reactie van de Kortrijkse pers op deze eerste tentoonstelling was heel positief.
Een vooraanstaand lid van de Kortrijkse Kunstgilde, Jozef De Coene (1875-1950), was niet enkel kunstschilder, maar verwierf vooral faam met de oprichting van de Kortrijkse Kunstwerkstede, waar kunst en industrie elkaar ontmoetten. Begeesterd door de Arts and Crafts Movement, trok De Coene vrienden-kunstenaars aan om bij hem te komen werken of om ontwerpen te tekenen. Een andere belangrijke figuur in het Kortrijkse kunstmilieu van die tijd was Pieter-Jozef Laigneil. In navolging van Torhout begon hij in de Minister Vanden Peereboomlaan met een pottenbakkerij waarvoor Emmanuel en Joseph tal van ontwerpen maakten. Ze ontwierpen siervoorwerpen in de lijn van de jugendstil en de art deco.
In 1902 hielp Emmanuel Viérin bij het organiseren van de herdenkingsfeesten ter gelegenheid van de zeshonderdste verjaardag van de Guldensporenslag in Kortrijk. Hij maakte ook een schets voor een praalwagen in de historische stoet.